# 요한 하우저
요한 하우저(Johann Hauser, 1926년 11월 30일 ~ 1996년 1월 7일)는 오스트리아의 아웃사이더 아트 예술가이다. 1942년 처음 정신병원에 입원했다. 1949년 Maria Gugging Psychiatric Clinic으로 이거(移居)했다. Leo Navratil 의사의 도움으로 많은 작품을 남겼다.